# HMS Royal Sovereign (1891)
O HMS Royal Sovereign foi o primeiro couraçado pré-dreadnought operado pela Marinha Real Britânica e a primeira embarcação da Classe Royal Sovereign. Sua construção começou em setembro de 1889 no Estaleiro Real de Portsmouth e foi lançado ao mar em fevereiro de 1891, sendo comissionado em maio do ano seguinte. Era armado com uma bateria principal composta por quatro canhões de 343 milímetros montados em duas barbetas abertas duplas, tinha um deslocamento carregado de mais de quinze mil toneladas e alcançava uma velocidade máxima de 17,5 nós.
O Royal Sovereign teve uma carreira tranquila e sem incidentes que consistiu principalmente em manobras de rotina e viagens diplomáticas para portos estrangeiros. Começou seu serviço como a capitânia da Frota do Canal, sendo então transferido em 1897 para a Frota do Mediterrâneo. Voltou para casa em meados de 1902 e brevemente atuou como navio de defesa de costa antes de passar por uma grande reforma entre 1903 e 1904. O couraçado foi colocado na reserva em 1905, pouco atuando até ser tirado de serviço em setembro de 1909. Foi desmontado na Itália em 1913.

## Características

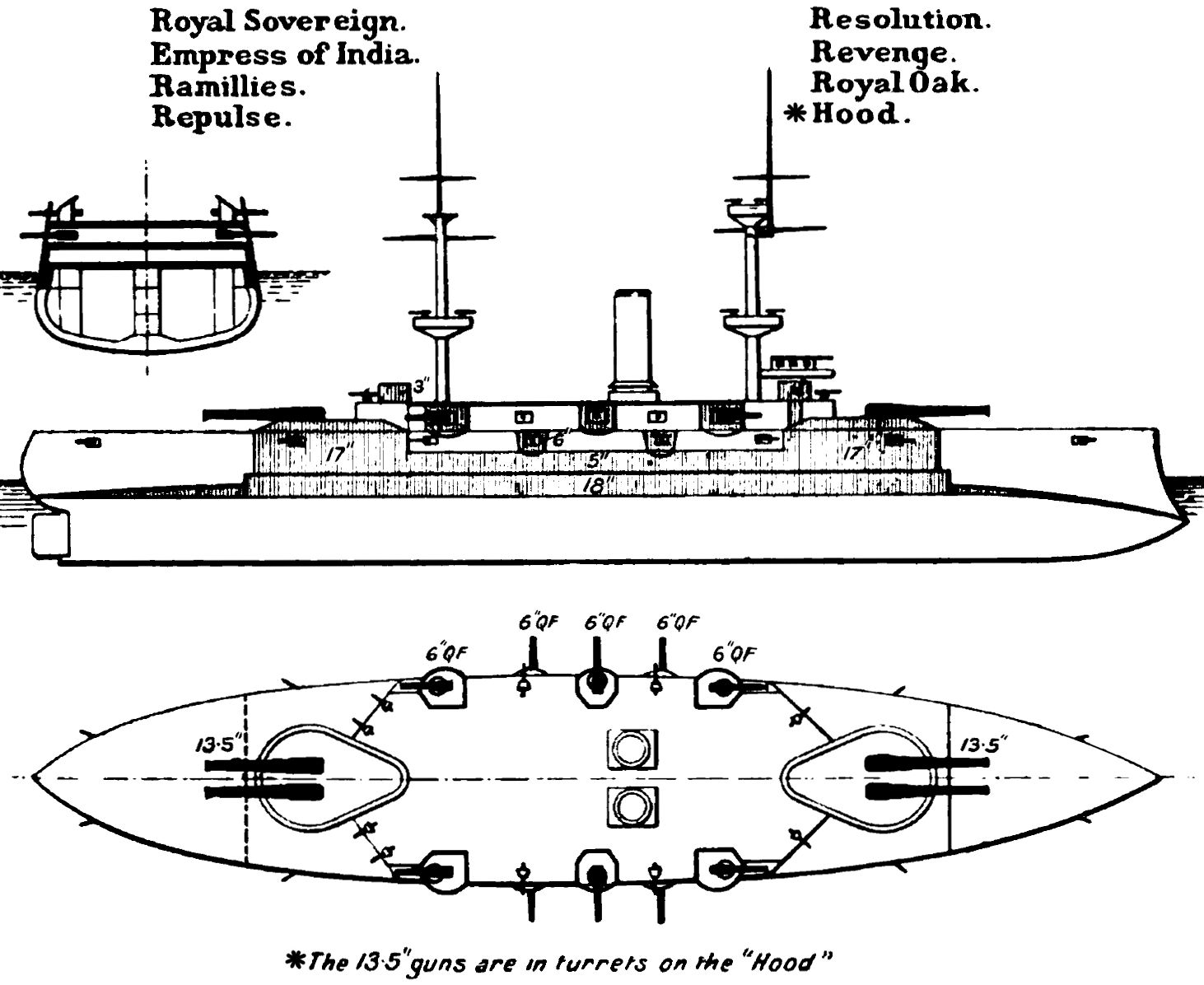
Desenho da Classe Royal Sovereign

O Royal Sovereign tinha 125,1 metros de comprimento de fora a fora, boca de 22,9 metros e calado de 8,4 metros. Tinha um deslocamento normal de 14 380 toneladas e um deslocamento carregado de 15 830 toneladas. Seu sistema de propulsão era composto por oito caldeiras cilíndricas que alimentavam dois motores Humphrys & Tennant verticais de tripla-expansão com três cilindros. A potência total forçando-se as caldeiras era de 11 150 cavalos-vapor (8,2 mil quilowatts) para uma velocidade máxima de 17,5 nós (32,4 quilômetros por hora). Podia carregar até 1 443 toneladas de carvão para uma autonomia de 4 720 milhas náuticas (8 740 quilômetros) a dez nós (dezenove quilômetros por hora). Sua tripulação era composta por 670 oficiais e marinheiros.
O armamento principal era composto por quatro canhões calibre 32 de 343 milímetros montados em duas barbetas abertas, uma à vante e uma à ré da superestrutura. O armamento secundário tinha dez canhões calibre 40 de 152 milímetros em casamatas. A defesa contra barcos torpedeiros consistia em dezesseis canhões de 57 milímetros e doze canhões Hotchkiss de 47 milímetros. O navio também foi equipado com sete tubos de torpedo de 356 milímetros. O cinturão principal de blindagem tinha 356 a 457 milímetros de espessura, sendo fechado em cada extremidade por anteparas transversais de 356 a 406 milímetros. Acima ficava uma camada de proteção de 102 milímetros com anteparas oblíquas de 76 milímetros. As barbetas tinham 279 a 432 milímetros, enquanto as casamatas tinham 152 milímetros. O convés blindado tinha espessura de 64 a 76 milímetros. A torre de comando de vante tinha laterais de 305 a 356 milímetros e a torre de ré tinha 76 milímetros.

## Carreira

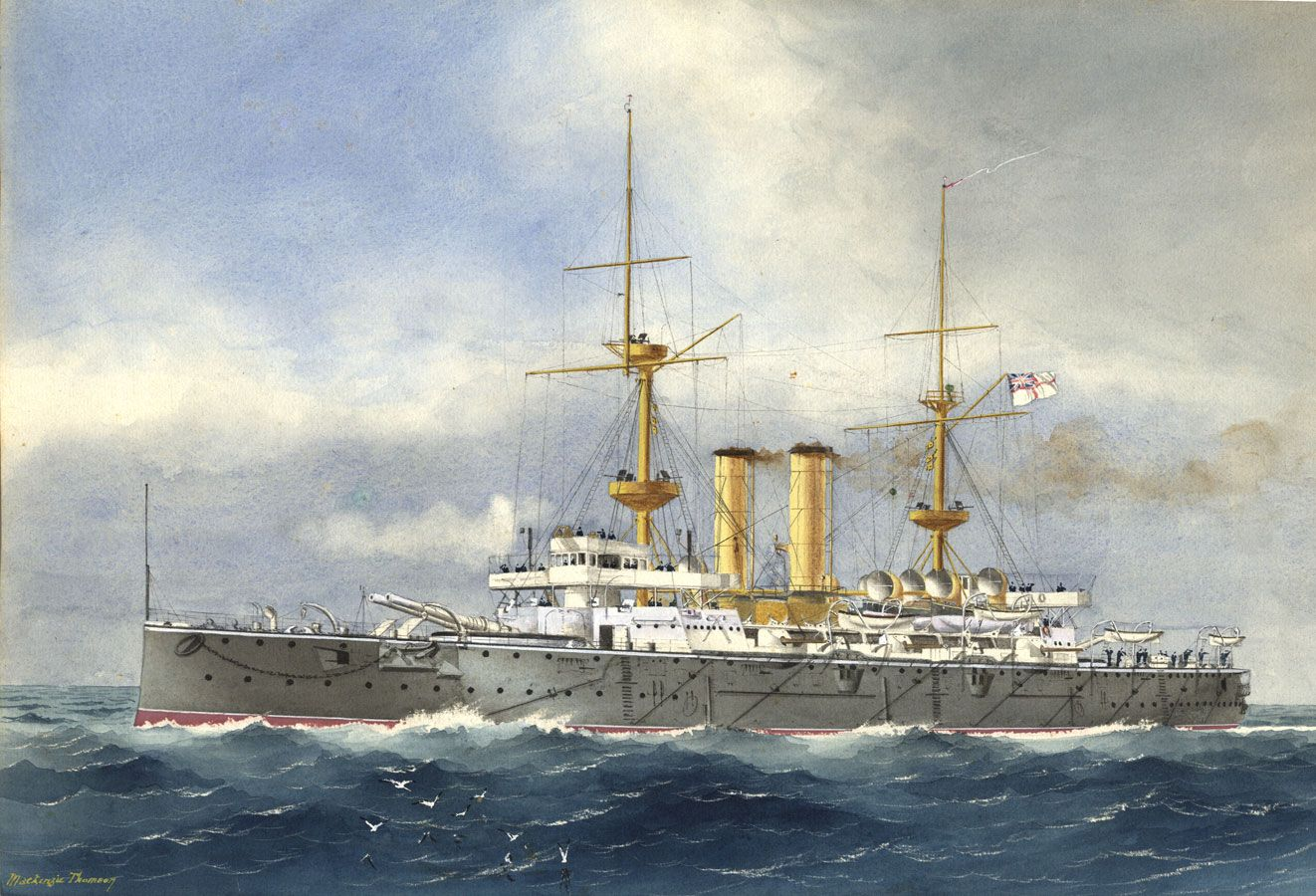
Pintura de William Mackenzie Thomson do Royal Sovereign

O Royal Sovereign foi encomendado como parte do Ato de Defesa Naval de 1889 que era um suplemento às estimativas navais normais. Foi o sétimo navio da Marinha Real Britânica com esse nome. Seu batimento de quilha ocorreu em 30 de setembro de 1889 em uma doca seca do Estaleiro Real de Portsmouth, pois não havia uma rampa de lançamento longo o suficiente para acomodá-lo. Foi flutuado para fora da doca em 26 de fevereiro de 1891 e batizado pela rainha Vitória. Completou seus testes marítimos em maio de 1892, sendo comissionado no dia 31 ao custo de 913 986 libras esterlinas. O Royal Sovereign substituiu o ironclad HMS Camperdown como a capitânia da Frota do Canal. Serviu de capitânia para a "Frota Vermelha" nas manobras anuais próximas do litoral da Irlanda de seu comissionamento até 13 de agosto de 1892. Atuou novamente como capitânia da Frota Vermelha de 27 de julho a 6 de agosto de 1893 durante as manobras no Mar da Irlanda e nas Aproximações Ocidentais. Foi equipado com quilhas externas entre 1894 e 1895 com o objetivo de reduzir seu balanço. O couraçado com seus irmãos HMS Empress of India, HMS Repulse e HMS Resolution compareceram em junho de 1895 à inauguração do Canal Imperador Guilherme na Alemanha. O navio participou em julho de 1896 das manobras anuais no Mar da Irlanda e próximo do litoral sudoeste da Inglaterra como parte da "Frota A".
A embarcação foi tirada de serviço em 7 de junho de 1897 e sua tripulação transferida para o novo couraçado HMS Mars, que o substituiu na Frota do Canal. Foi recomissionado no dia seguinte para substituir o ironclad HMS Trafalgar na Frota do Mediterrâneo. Participou antes de partir de uma revista em celebração do jubileu de diamante da rainha Vitória em Spithead em 26 de junho, enquanto de 7 a 11 de julho participou de manobras no litoral da Irlanda. Partiu para o Mar Mediterrâneo em setembro. O contra-almirante Gerard Noel, o segundo em comando da Frota do Mediterrâneo, fez do Royal Sovereign sua capitânia em 18 de janeiro de 1899, enquanto dois dias depois o capitão Charles Henry Adair assumiu o comando. No mês seguinte navegou pela Itália, visitando Nápoles, Gênova, Palermo e Siracusa. Visitou Fiume na Áustria-Hungria em 14 de julho na companhia de outros três couraçados, partindo cinco dias depois. Sofreu um acidente de artilharia no dia 28 em que um tripulante foi morto, com este tendo sido enterrado no mar.
Um de seus canhões secundários explodiu próximo da Grécia em 9 de novembro de 1901 quando uma culatra não foi fechada totalmente, matando um oficial e cinco fuzileiros navais, também ferindo um oficial e dezenove marinheiros. O Royal Sovereign foi substituído pelo couraçado HMS London em 9 de julho de 1902 e deixou Gibraltar, chegando em Portsmouth cinco dias depois. Serviu de capitânia para o almirante sir Charles Frederick Hotham, comandante de Portsmouth, em 16 de agosto de 1902 para a revista de frota em celebração da coroação do rei Eduardo VII. Foi tirado de serviço no dia 29 e imediatamente recomissionado sob o comando do capitão George Anson Primrose e com a tripulação do Trafalgar, tornando-se um navio de guarda em Portsmouth. O capitão Thomas MacGill assumiu o comando em 15 de dezembro, sendo substituído em maio de 1903 pelo capitão Alfred Paget. Participou de manobras próximo do litoral de Portugal entre 5 e 9 de agosto. Passou por grandes reformas em Portsmouth de 1903 a 1904, durante as quais casamatas blindadas foram adicionadas para as armas de 152 milímetros que não as tinham. O Royal Sovereign foi comissionado em 9 de fevereiro de 1907 como uma embarcação de serviço especial em reserva. Como tal, foi incorporado à 4ª Divisão da Frota Doméstica em abril de 1909. Foi tirado de serviço em definitivo em setembro e vendido em 7 de outubro de 1913 para a G. Clarkson & Son por quarenta mil libras esterlinas. Foi revendido para a GB Berterello de Gênova e desmontado no local.